# Samu Torsti
Samu Torsti (* 5. September 1991 in Vaasa) ist ein ehemaliger finnischer Skirennfahrer. Er war auf die Disziplin Riesenslalom spezialisiert.

## Biografie
Torsti begann im November 2006 im Alter von 15 Jahren an FIS-Rennen teilzunehmen. Zwei Jahre später konnte er auf dieser Stufe seinen ersten Sieg feiern. Sein Debüt im Europacup hatte er im November 2009. Einen Monat später, am 20. Dezember 2009, folgte der erste Weltcup-Einsatz (Ausfall im ersten Durchgang des Riesenslaloms von Alta Badia). Über mehrere Jahre hinweg gelangen ihm kaum nennenswerte Erfolge. Schließlich konnte er im November 2014 ein Europacup-Riesenslalom in Levi gewinnen. Die ersten Weltcuppunkte gewann er wenig später am 7. Dezember 2014 im Riesenslalom von Beaver Creek, wo er auf den 13. Platz fuhr.
Während er in der Weltcupsaison 2014/15 zweimal in die Top 20 fuhr, blieb im darauf folgenden Winter ein 26. Platz sein bestes Ergebnis. Wenig erfolgreich verlief auch die Saison 2016/17, bis er am 7. Januar 2017 mit Platz 10 am Chuenisbärgli in Adelboden überraschte.
Im Mai 2023 gab Torsti seinen Rücktritt bekannt.

## Erfolge

### Olympische Spiele
- Sotschi 2014: 21. Riesenslalom
- Pyeongchang 2018: 17. Riesenslalom

### Weltmeisterschaften
- Garmisch-Partenkirchen 2011: 32. Riesenslalom
- Schladming 2013: 32. Riesenslalom
- Vail/Beaver Creek 2015: 21. Riesenslalom
- Åre 2019: 25. Riesenslalom
- Cortina d’Ampezzo 2021: 15. Riesenslalom

### Weltcup
- 1 Platzierung unter den besten zehn

### Weltcupwertungen
| Saison  | Gesamt | Gesamt | Riesenslalom | Riesenslalom | Parallel | Parallel |
| Saison  | Platz  | Punkte | Platz        | Punkte       | Platz    | Punkte   |
| ------- | ------ | ------ | ------------ | ------------ | -------- | -------- |
| 2014/15 | 96.    | 46     | 26.          | 46           | –        | –        |
| 2015/16 | 149.   | 5      | 53.          | 5            | –        | –        |
| 2016/17 | 112.   | 26     | 40.          | 26           | –        | –        |
| 2017/18 | 112.   | 24     | 38.          | 24           | –        | –        |
| 2018/19 | 152.   | 3      | 54.          | 3            | –        | –        |
| 2019/20 | 163.   | 1      | –            | –            | 42.      | 1        |
| 2020/21 | 151.   | 7      | 54.          | 7            | –        | –        |
| 2021/22 | 155.   | 2      | 59.          | 2            | –        | –        |
| 2022/23 | 150.   | 7      | 53.          | 7            | –        | –        |

### Europacup
- Saison 2013/14: 5. Riesenslalomwertung
- Saison 2013/14: 2. Riesenslalomwertung
- Saison 2017/18: 10. Riesenslalomwertung
- Saison 2021/22: 6. Riesenslalomwertung
- 9 Podestplätze, davon 2 Siege:

| Datum             | Ort   | Land     | Disziplin    |
| ----------------- | ----- | -------- | ------------ |
| 20. November 2014 | Levi  | Finnland | Riesenslalom |
| 10. Januar 2017   | Davos | Schweiz  | Riesenslalom |

### Juniorenweltmeisterschaft
- Formigal 2008: 30. Riesenslalom, 50. Abfahrt
- Garmisch-Partenkirchen: 53. Abfahrt
- Mont Blanc: 27. Super-G
- Crans Montana: 29. Super-G, 38. Abfahrt

### Weitere Erfolge
- 6 finnische Meistertitel: Riesenslalom 2012, 2014, 2015, 2016, 2017, Super-G 2016
- 1 Podestplatz im Nor-Am Cup
- 14 Siege in FIS-Rennen